# Карапила
Карапила (груз. ყარაფილა) — село в Грузии, на территории Каспского муниципалитета края (мхаре) Шида-Картли.

## География
Село находится в центральной части Грузии, к западу от реки Лехуры, на расстоянии приблизительно 12 километров (по прямой) к северо-западу от города Каспи, административного центра муниципалитета. Абсолютная высота — 772 метра над уровнем моря.

## Население
По результатам официальной переписи населения 2014 года, в Карапиле проживало 88 человек (47 мужчин и 41 женщина). В национальной структуре населения осетины составляли 87,5 %, грузины — 11,4 %, азербайджанцы — 1,1 %.
| Год  | Население, человек |
| ---- | ------------------ |
| 2002 | 109                |
| 2014 | ↘ 88               |